# 쟉크를 채워라
쟉크를 채워라는 1972년 공개된 대한민국의 영화이다.

## 배역
- 박노식
- 신성일
- 우연정
- 진도희
- 허장강
- 김희라
- 독고성
- 최지희
- 장혁
- 유연희
- 최성호
- 김승주
- 박준규
- 이승현